# Herbert Fox

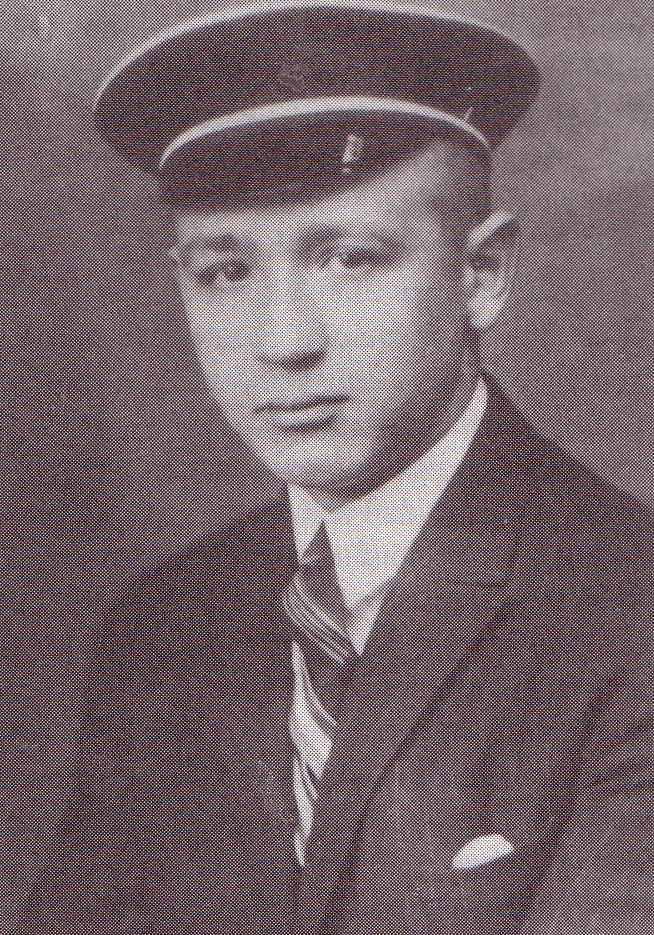
Herbert Fox als Altmärker (1923/24)

Herbert W. Fox (* 28. Juli 1903 in Berlin; † 26. Juli 1993 in Essen) war ein deutscher Bergingenieur und Wirtschaftsführer.

## Leben
Fox studierte Bergbau an den Technischen Hochschulen in Berlin und Halle. Am 15. Dezember 1926 bestand er in Berlin die Diplomhauptprüfung als Bergingenieur mit sehr gut.
Einen Teil seiner Referendarzeit verbrachte er am Oberbergamt Halle (Saale). 1930 zum Bergassessor ernannt, kehrte er Anfang der 1930er dorthin zurück und überarbeitete das Handbuch des deutschen Braunkohlebergbaus, nämlich den Abschnitt Preußischer Staats-Bergbau im Wandel der Zeiten. Danach ging er als Feldinspektor des Kaliwerks Bleicherode. 1934 wurde er Betriebsdirektor des Kali- und Salzwerks Staßfurt und einer nahe gelegenen Braunkohlengrube.

### Soldat
1934 meldete er sich zu Übungen bei der größer werdenden Reichswehr. Mit seinem Flak-Regiment nahm er am 1. Oktober 1938 am Einmarsch in das Sudetenland teil, das durch das Münchner Abkommen an das Reich abgetreten worden war. Im Juni 1939 wurde er als Wachtmeister und Reserveoffizieranwärter zur „Sommerübung 1939“, der getarnten Mobilmachung, einberufen. Als Soldat nahm er am Überfall auf Polen teil und wurde zum Leutnant d. R. befördert. Als das Regiment in der Pfalz zum Angriff gegen Frankreich bereitgestellt worden war, wurde er für den Bergbau freigestellt und aus der Wehrmacht entlassen.

### Oberschlesien
Nach dem „Sieg im Westen“ wurde Fox von der Preussag mit einem Gutachten beauftragt, das die Lage und kriegswirtschaftliche Bedeutung der Kaliwerke im Elsass einschätzen sollte. Nach seiner Abgabe wurde Fox überraschend zum Direktor der größten Steinkohlengrube in Oberschlesien (bei Hindenburg) mit einer Belegschaft von 10.000 Mann ernannt.

### Oberitalien
Als Anfang 1945 der Angriff der Roten Armee auf das oberschlesische Industriegebiet bevorstand, schickte Fox seine Frau mit den Kindern nach Staßfurt zu den Eltern, blieb aber selbst im Werk. Als die sowjetischen Truppen vor der Nachbarstadt Gleiwitz standen, verlegten die deutschen Werksleitungen nach dem Westen. Wieder bei der Familie in Staßfurt, wurde er als Sonderbeauftragter für den Kohlebergbau in Oberitalien beim deutschen Befehlshaber abkommandiert. Dort im April 1945 wieder als Offizier eingesetzt, geriet er Anfang Mai in Kriegsgefangenschaft, aus der er bereits im Herbst „zugunsten der deutschen Landwirtschaft“ nach Goslar entlassen wurde. Dort kannte er eine Verbindungsstelle der Preussag und dorthin holte er seine Familie.
Für seinen Einsatz im Krieg, besonders in Oberschlesien, wurde er mit dem Kriegsverdienstkreuz mit Schwertern II. und I. Klasse ausgezeichnet.

### Preussag und Wintershall
Ende 1945 wurde er durch den British Field Security Service entnazifiziert und für alle Positionen im deutschen Bergbau freigegeben. Seit Anfang 1946 wieder im Bergbau tätig, berief ihn die Preussag als Direktor des Gesamtbergamtes Obernkirchen/Grafschaft Schaumburg.
Am 1. Januar 1953 trat er in den Vorstand der Wintershall AG in Kassel ein. Am 31. Dezember 1968 wurde er pensioniert. Die Welt würdigte ihn als einen der bedeutendsten Wirtschaftsführer der Bundesrepublik Deutschland. Der Bundespräsident verlieh ihm 1971 das Große Verdienstkreuz des Bundesverdienstordens.

### Ehrenämter
Fox war Vorstand der Hannoverschen Knappschaft, später Zweiter Vorsitzender der Arbeitsgemeinschaft der Knappschaften (der Sozialversicherung für Bergleute) und Vorstandsmitglied der Bergbau-Berufsgenossenschaft. Von 1963 bis 1971 war er Richter am Bundessozialgericht (davon zwei Jahre im Großen Senat) und saß über fünf Jahre in den Beiräten der Philipps-Universität Marburg, der TU Clausthal und der TU Berlin. Er war Vorsitzender, später Ehrenvorsitzender des Reifensteiner Verbandes (Landfrauenschulen) und Mitglied des Großen Senats vom Christlichen Jugenddorfwerk.

### Familie
Im Juli 1938 hatte Fox Ursula Bittkow, Tochter eines Rechtsanwalts in Staßfurt, geheiratet. Die Hochzeitsreise musste wegen der deutsch-tschechischen Krise abgebrochen werden. Die dafür versprochene Weltreise war erst dreißig Jahre später möglich. Dem Ehepaar wurden zwei Söhne und eine Tochter geboren. Der zweite Sohn starb in den ersten Lebenstagen.
Nach seinem Ausscheiden bei der Wintershall zog Fox 1969 mit seiner Familie von Kassel nach München-Straubing, ein Jahr später ins Tessin. 1987 erlitt das Ehepaar einen schweren Unfall und war monatelang in Krankenhäusern; aber auch nach einem Schlaganfall von Fox blieben beide lebensfroh und zuversichtlich. Unerwartet starb Fox zwei Tage vor seinem 90. Geburtstag.

### Corps
Seinen Corps Marchia Berlin (1923) und Palaiomarchia (WS 1923/24) blieb Fox lebenslang verbunden. Der Altherrenverein des Corps Masovia verlieh ihm 1960 das Band.